# NASCAR Whelen Euro Series
Die NASCAR Whelen Euro Series (zuvor: Euro-Racecar NASCAR Touring Series) ist eine von der NASCAR sanktionierte Stockcar-Meisterschaft, die in Europa ausgetragen wird.

## Geschichte
Damals noch unter dem Namen Racecar Euro-Series wurde sie 2008 von der französischen Team FJ Groupe gegründet. Im darauffolgenden Jahr fand dann die erste Saison statt. Ende 2010 wurde die Serie, nachdem sie zuvor zwei Jahre mehrheitlich auf französischen Rennstrecken unterwegs war, von der FIA anerkannt. Darauf wurde der Kalender erweitert, damit mehr europäische Rennen hinzukommen konnten. Anfang 2012 begann die NASCAR die Serie zu unterstützen, jedoch untersteht sie weiterhin der FIA. Durch die Vereinbarung mit der NASCAR wurde die Serie zum offiziellen NASCAR-Ableger in Europa. So wird der jeweilige Meister seit 2012 auch zur NASCAR Nights of Champions Gala in der NASCAR Hall of Fame in Charlotte eingeladen. Am 1. Juli 2013, nachdem die Serie eine Partnerschaft mit Whelen Engineering eingegangen war, wurde die Serie in NASCAR Whelen Euro Series umbenannt. Das erste Rennen unter dem neuen Namen fand auf dem Tours Speedway in Frankreich statt.
2020 wurden wegen der Covid-19-Pandemie auch die Rennen der NASCAR Whelen Euro Series ausgesetzt.
Als Ergänzung wurde die EuroNASCAR Esports Series gegründet. Erstmals fließt eine virtuell erfahrene Platzierungen einer SimRacing-Meisterschaft in eine reale Meisterschaftswertung ein.

## Rennstrecken
Die NASCAR Whelen Euro Series fährt hauptsächlich auf verschiedenen Rundstrecken, wie beispielsweise das spanische Circuit Ricardo Tormo bei Valencia, der italienische Autodromo di Franciacorta, das britische Brands Hatch, der belgische Circuit Zolder, der Hockenheimring, das tschechische Autodrom Most oder die Motorsport Arena Oschersleben. Der französische Tours Speedway sowie der niederländische Raceway Venray bilden als Short-Track-Ovale die Ausnahme.

## Fahrzeuge
Die Fahrzeuge sind von den amerikanischen NASCARs inspiriert, jedoch speziell für europäische Strecken angefertigt. Als Antrieb wird ein V8-Motor mit 5,7 Liter Hubraum von Chevrolet mit 294 kW (400 PS) eingesetzt. Das Getriebe umfasst vier Gänge, wobei manuell geschaltet wird. Die Fahrzeuge sind heckgetrieben.
Während des Race of Champions kommen die Autos der NASCAR Whelen Euro Series unter anderem ebenfalls zum Einsatz.

### Spezifikationen

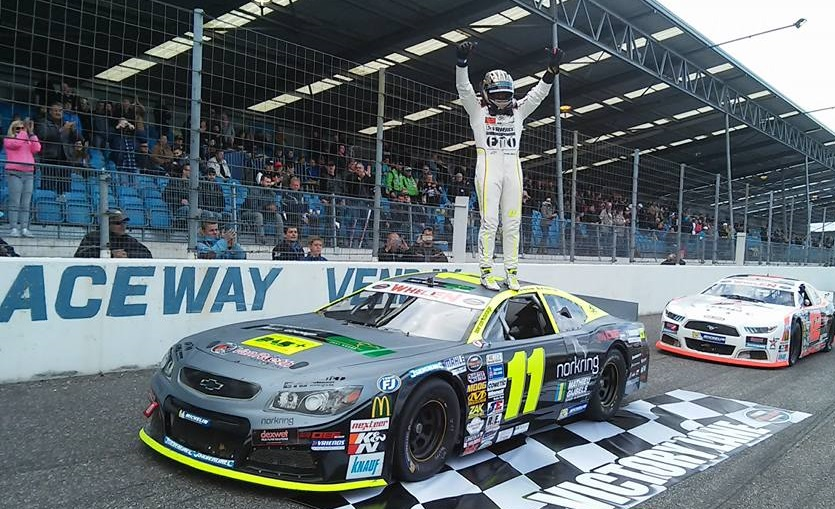
Fahrzeug der Saison 2016

Die Fahrzeuge haben folgende Spezifikationen (Stand 2024):
- Leistung: 294 kW (400 PS)
- Gewicht: 1225 kg
- Höhe: 1300 mm
- Länge: 5080 mm
- Radstand: 2740 mm
- Breite: 1950 mm

## Meisterschaften
Die Serie umfasst meist sechs Stationen. Dabei werden an den letzten beiden Rennwochenenden doppelte Punkte vergeben und gelten so als eine Art Playoff. Zudem wird durch ein Streichresultat das schwächste Ergebnis aus den ersten vier Stationen gestrichen, bevor es in die letzten beiden Rennwochenenden geht. Veranstaltungen der NASCAR Whelen Euro Series dauern drei Tage, wobei vier Rennen gefahren werden. Das Preisgeld in der Saison 2016 war insgesamt mehr als 300.000 Euro.
Pro Fahrzeug treten zwei Fahrer an. Der eine davon in der Elite 1 Klasse, der zweite davon in der Elite-2-Klasse
Insgesamt werden sieben Fahrertitel vergeben:
- EuroNASCAR Pro drivers championship – Haupt-Meisterschaft, offen für Gold-, Silber- und Bronze-Fahrer
  - Junior Trophy – für Fahrer unter 25 Jahren
  - Challenger Trophy – Amateure
- EuroNASCAR 2 drivers championship – nur für Silber- und Bronze-Fahrer.
  - Legend Trophy – Fahrer im Alter von 40 oder darüber
  - Rookie Cup – Rookies
  - Lady Cup – weibliche Fahrerinnen

Der Fahrer, welcher den Elite-1-Titel holt, erhält als Belohnung die Möglichkeit, bei einem K&N-Rennen in Daytona zu fahren. Die restlichen Meister werden mit der Teilnahme an einem Rennen in einer von der NASCAR geführten Liga in den USA belohnt.
Neben den Fahrertiteln gibt es auch noch die Teams Championship, wobei die Punkte in den Elite-1- und Elite-2-Meisterschaften gesammelt werden.

## Bisherige Meister
| Saison                             | ELITE 1 Champion    | ELITE 2 Champion    | Team Champion                 |
| Racecar Euro Series                | Racecar Euro Series | Racecar Euro Series | Racecar Euro Series           |
| ---------------------------------- | ------------------- | ------------------- | ----------------------------- |
| 2009                               | Wilfried Boucenna   |                     |                               |
| 2010                               | Lucas Lasserre      | Emmanuel Brigand    |                               |
| 2011                               | Éric Hélary         | Romain Fournillier  | Hélary Racing Team            |
| Euro-Racecar NASCAR Touring Series |                     |                     |                               |
| 2012                               | Ander Vilariño      | Simon Escallier     | Exotics Racing – Still Racing |
| NASCAR Whelen Euro Series          |                     |                     |                               |
| 2013                               | Ander Vilariño      | Anthony Gandon      | TFT – Banco Santander         |
| 2014                               | Anthony Kumpen      | Maxime Dumarey      | PK Carsport                   |
| 2015                               | Ander Vilariño      | Gianmarco Ercoli    | GDL Racing                    |
| 2016                               | Anthony Kumpen      | Stienes Longin      | PK Carsport                   |
| 2017                               | Alon Day            | Thomas Ferrando     | KNAUF Racing Team             |
| 2018                               | Alon Day            | Ulysse Delsaux      | RDV Compétition               |
| 2019                               | Loris Hezemans      | Lasse Sørensen      | Hendriks Motorsport           |
| 2020                               | Alon Day            | Vittorio Ghirelli   | Hendriks Motorsport           |
| 2021                               | Loris Hezemans      | Martin Doubek       | Hendriks Motorsport           |
| 2022                               | Alon Day            | Liam Hezemans       | Hendriks Motorsport           |
| 2023                               | Gianmarco Ercoli    | Paul Jouffreau      | RDV Compétition               |
| 2024                               | Vittorio Ghirelli   | Martin Doubek       | RDV Compétition               |